# Borislav Stanković
Borislav Stanković, detto Bora (in serbo Борислав Станковић?; Bihać, 9 luglio 1925 – Belgrado, 20 marzo 2020), è stato un cestista, allenatore di pallacanestro e dirigente sportivo jugoslavo, membro del Naismith Memorial Basketball Hall of Fame dal 1991 in qualità di contributore.

## Carriera
Ha giocato con la Stella Rossa e la Nazionale jugoslava, ha allenato la Pallacanestro Cantù ed è stato dirigente della FIBA e del CIO.
Fa parte della Naismith Memorial Basketball Hall of Fame, della FIBA Hall of Fame e della Women's Basketball Hall of Fame.

## Palmarès

### Giocatore
- YUBA liga: 3

Stella Rossa Belgrado: 1946, 1947, 1948

### Allenatore
- YUBA liga: 3

OKK Belgrado: 1958, 1960, 1964
- Coppa di Jugoslavia: 1

OKK Belgrado: 1960
- Campionato italiano: 1

Pall. Cantù: 1967-1968